# 39e cérémonie des Tony Awards
La 39e cérémonie des Tony Awards a eu lieu le 2 juin 1985 au Shubert Theatre de Broadway et fut retransmise sur CBS. La cérémonie récompensait les productions de Broadway en cours pendant la saison 1985-1986.

## Cérémonie
Au lieu d'un hôte officiel, un succession d'artistes / présentateurs ont pris le relais au cours de la soirée. 
Cette année et pour la première fois dans l'histoire des Tony Awards, trois catégories ont été annulées faute de nommés. L'Associated Press a écrit: "Pour la première fois en 39 ans d'histoire des Tony, les prix dans trois catégories dont celle du meilleur acteur et actrice dans une comédie musicale et celle de la meilleure chorégraphie ont été mis au rebut faute d'un manque de candidats".

### Prestations
Lors de la soirée, plusieurs personnalités se sont succédé pour la présentation des prix dont ; Danny Aiello, Susan Anton, Hinton Battle, Deborah Bauers, Deborah Burrell, Terry Burrell, Jim Dale, Loretta Devine, Jackie Gleason, Julie Harris, Rex Harrison, George Hearn, Van Johnson, Raul Julia, Rosetta LeNoire, Mary Martin, Millicent Martin, Maureen McGovern, Rita Moreno, Mike Nichols, Stefanie Powers, Juliet Prowse, Tony Randall, Lee Roy Reams, Lynn Redgrave, Chita Rivera, Wanda Richert, Tony Roberts, Rex Smith, Leslie Uggams, Dick Van Dyke, Ben Vereen, Tom Wopat.
Plusieurs spectacles musicaux présentèrent quelques numéros en live :
- Big River ("Muddy Water"/" River in the Rain"- Daniel Jenkins, Ron Richardson et la troupe)
- Grind ("This Must Be the Place" - Ben Vereen et la troupe)
- Leader of the Pack (Medley - la troupe)

## Palmarès
| Meilleure pièce | Meilleure comédie musicale |
| --- | --- |
| - Biloxi Blues – Neil Simon - As Is – William M. Hoffman - Hurlyburly – David Rabe - Ma Rainey's Black Bottom – August Wilson | - Big River - Grind - Leader of the Pack - Quilters |
| Meilleure reprise | Meilleur livret |
| - A Day in the Death of Joe Egg - Cyrano de Bergerac - Beaucoup de bruit pour rien - Strange Interlude | - William Hauptman – Big River - Fay Kanin – Grind - Michael Stewart – Harrigan and Hart - Molly Newman et Barbara Damashek – Quilters |
| Meilleur acteur dans une pièce | Meilleure actrice dans une pièce |
| - Derek Jacobi – Beaucoup de bruit pour rien dans le rôle de Benedick - Jim Dale – A Day in the Death of Joe Egg dans le rôle de Bri - Jonathan Hogan – As Is dans le rôle de Rich - John Lithgow – Requiem for a Heavyweight dans le rôle d'Harlan "Mountain" McClintock | - Stockard Channing – A Day in the Death of Joe Egg dans le rôle de Sheila - Sinéad Cusack – Beaucoup de bruit pour rien dans le rôle de Beatrice - Rosemary Harris – Pack of Lies dans le rôle de Barbara Jackson - Glenda Jackson – Strange Interlude dans le rôle de Nina Leeds |
| Meilleur acteur de second rôle dans une pièce | Meilleure actrice de second rôle dans une pièce |
| - Barry Miller – Biloxi Blues dans le rôle d'Arnold Epstein - Charles S. Dutton – Ma Rainey's Black Bottom dans le rôle de Levee - William Hurt – Hurlyburly dans le rôle d'Eddie - Edward Petherbridge – Strange Interlude dans le rôle de Charles Marsden               | - Judith Ivey – Hurlyburly dans le rôle de Bonnie - Joanna Gleason – A Day in the Death of Joe Egg dans le rôle de Pam - Theresa Merritt – Ma Rainey's Black Bottom dans le rôle de Ma Rainey - Sigourney Weaver – Hurlyburly as Darlene                                           |
| Meilleur acteur de second rôle dans une comédie musicale | Meilleure actrice de second rôle dans une comédie musicale |
| - Ron Richardson – Big River dans le rôle de Jim - René Auberjonois – Big River dans le rôle de The Duke - Daniel H. Jenkins – Big River dans le rôle d'Huckleberry Finn - Kurt Knudson – Take Me Along dans le rôle de Sid Davis                                         | - Leilani Jones – Grind dans le rôle de Satin - Evalyn Baron – Quilters dans le rôle de Daughter of the Frontier - Mary Beth Peil – Le Roi et moi dans le rôle d'Anna Leonowens - Lenka Peterson – Quilters dans le rôle de Sarah                                                  |
| Meilleure mise en scène pour une pièce | Meilleure mise en scène pour une comédie musicale |
| - Gene Saks – Biloxi Blues - Keith Hack – Strange Interlude - Terry Hands – Beaucoup de bruit pour rien - Marshall W. Mason – As Is | - Des McAnuff – Big River - Barbara Damashek – Quilters - Mitch Leigh – Le Roi et moi - Harold Prince – Grind |
| Meilleure partition originale | Meilleurs décors |
| - Big River – Roger Miller (musique et paroles) - Grind – Larry Grossman (musique) et Ellen Fitzhugh (paroles) - Quilters – Barbara Damashek (musique et paroles) | - Heidi Landesman – Big River - Clarke Dunham – Grind - Ralph Koltai – Beaucoup de bruit pour rien - Voytek et Michael Levine – Strange Interlude |
| Meilleurs costumes | Meilleures lumières |
| - Florence Klotz – Grind - Patricia McGourty – Big River - Alexander Reid – Cyrano de Bergerac - Alexander Reid – Beaucoup de bruit pour rien | - Richard Riddell – Big River - Terry Hands – Cyrano de Bergerac - Terry Hands – Beaucoup de bruit pour rien - Allen Lee Hughes – Strange Interlude |

## Autres récompenses
Le Regional Theatre Tony Award a été décerné à la Steppenwolf Theatre Company, Chicago, Illinois et le New York State Council on the Arts. Yul Brynner fut honoré de ses 4 525 représentations de Le Roi et moi.